# Julióbriga

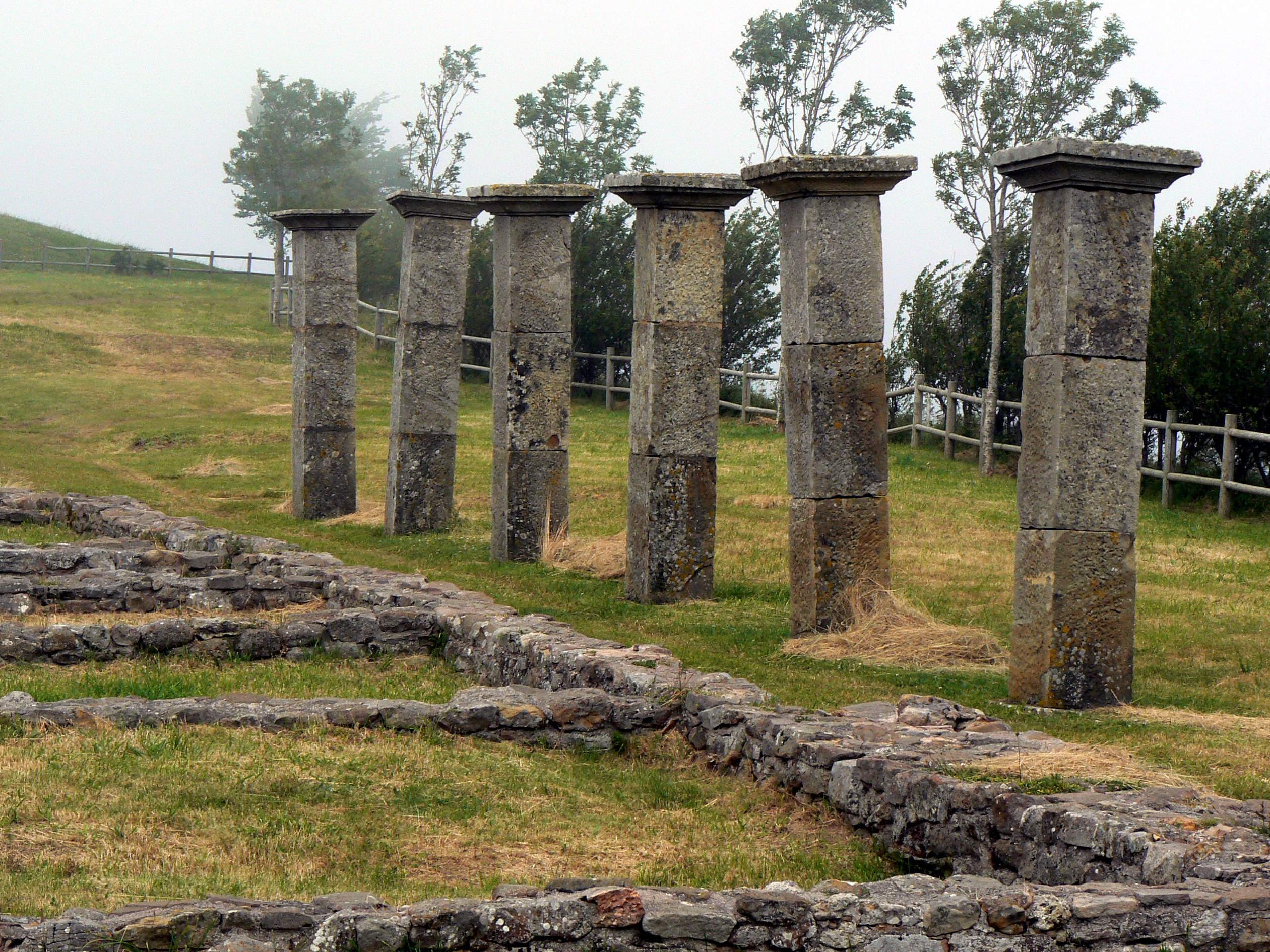
Reproducción de columnas en una calle porticada de Julióbriga.

Cantabria durante el periodo de las guerras cántabras. El mapa señala las fronteras aproximadas del territorio cántabro en relación con la Cantabria actual así como las distintas tribus que lo habitaban, los pueblos vecinos, ciudades y accidentes geográficos interpretados a partir de fuentes clásicas.

Julióbriga (en latín, Iuliobriga; literalmente, «Ciudad fortificada de Julio», en memoria del padre adoptivo de Augusto: Cayo Julio César) fue la ciudad romana más importante de las nueve fundadas en Cantabria. Tradicionalmente se la ha identificado con los restos situados sobre una colina de 917 metros en la población de Retortillo (Campoo de Enmedio), en el interior de Cantabria y en el área de transición entre la costa y la Meseta; tenía acceso al mar por el llamado «Puerto de la Victoria» (Portus Victoriae Iuliobrigensium), que probablemente se corresponde con la actual Santander y que fue fundado el año 26 a. C., al final de las guerras cántabras.

## Historia
Fue fundada entre los años 15 a 13 a. C. por la Legio IV Macedonica romana, al final de las guerras cántabras, muy posiblemente sobre un castro cántabro preexistente. Julióbriga nace en la zona de mayor densidad de población cántabra, en el mayor punto de tensión durante la guerra emprendida por el emperador Augusto, con el objetivo de romanizar la región y sin merecer un estatuto de privilegio. Fue una ciudad de carácter civil que tuvo que administrar una zona que no conocemos, pero que debió de abarcar al menos el valle del río Besaya y los territorios adyacentes, además de una franja costera indefinible. Para mantener la paz en la zona, durante los primeros años la IV Legión montó un campamento semipermanente cerca, en Pisoraca, lo que es hoy el pueblo de Herrera de Pisuerga. La presencia militar romana no desaparecería hasta el año 40.
Durante el siglo I termina de articularse el trazado de la ciudad, en pleno apogeo. Años después se amplía bajo el mandato del emperador Vespasiano. Julióbriga ha trascendido en Hispania para entonces, y durante el último tercio del siglo I y todo el siglo II vemos a ciudadanos de aquí ocupando cargos civiles de relevancia en la administración tarraconense (Tarraco, actual Tarragona). Mientras, la romanización de la zona de Campoo se evidencia, y se mezclan rasgos de la cultura tradicional cántabra con la romana.
De Julióbriga partía una calzada romana que la comunicaba con Pisoraca (Herrera de Pisuerga), Portus Blendium (Suances) y Portus Victoriae Iuliobrigensium (Santander), desde su creación una de las principales arterias de unión entre el norte y la Meseta, aún hoy reproducido por las carreteras y recientemente por el trazado de la Autovía de la Meseta.
Las excavaciones han constatado el cultivo de cereales, la existencia de ganadería bovina y que la comarca estaba cubierta parcialmente de bosques en la Antigüedad.
A pesar de conocerse la existencia de esta ciudad desde antiguo, las excavaciones, comenzadas a mediados del siglo XX han comprendido una superficie reducida del yacimiento, de modo que han salido a la luz muy pocas ruinas, divididas en tres zonas cercanas entre sí; el hecho de que parte de la población de Retortillo se halle edificada justo encima dificulta las labores arqueológicas. Los objetos y restos encontrados comprenden desde la Edad del Hierro hasta la Edad Media.
La ciudad fue abandonada durante el siglo III, aunque se estima una parcial reocupación por grupos reducidos de gentes durante el siglo IV y se constatan trazas de incendios poco importantes.
Desde el siglo V y durante el Medievo, hasta el siglo XIII, el centro de la ciudad fue utilizado como cementerio, terminando por emplazarse una iglesia románica sobre el foro, en torno a la cual se formó una aldea diminuta. Otra iglesia, la de Santa María de Retortillo, se edificó sobre la anterior en el siglo XII.
En el año 1057 los terrenos donde se asentaba Julióbriga fueron entregados a la entonces abadía de Santa Juliana.

## Restos

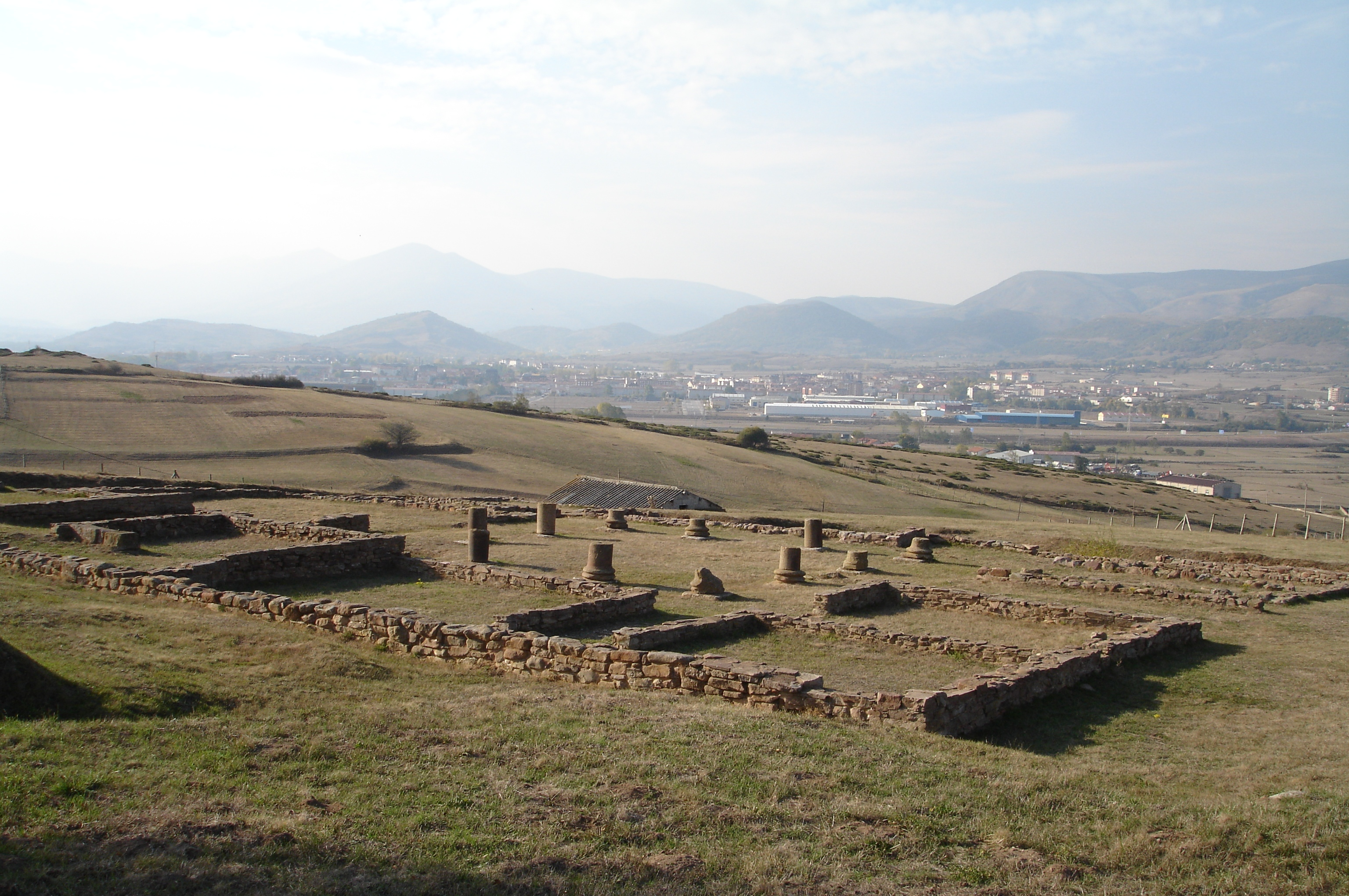
Casa de los Morillos. Al fondo, Reinosa.

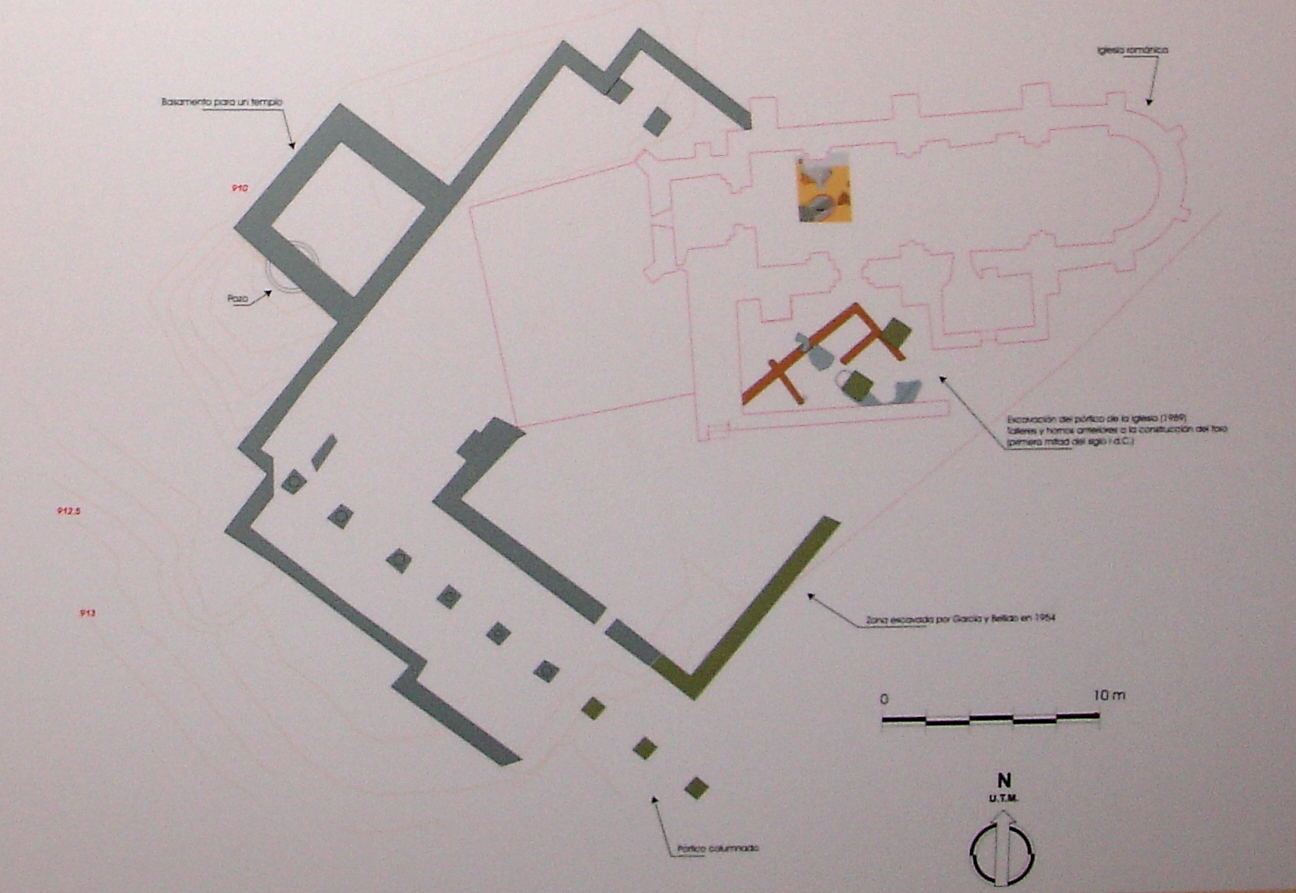
Planta del foro romano.

La arquitectura romana en Julióbriga llega a su máxima definición a finales del siglo I, caracterizándose por grandes zócalos pétreos de mampostería tomada con barro en combinación con sillería de arenisca (únicos restos que hoy se pueden contemplar), y muros de adobe, tapial y madera con techumbres de madera y teja. En las casas más ricas se han encontrado restos de estuco, así como de revoco en otras. Existió asimismo una calle porticada tras el foro, franqueada por pilastras cuadradas.
Convivieron en la ciudad mansiones con patio peristilo de arquitectura típica romana, y bloques exentos de viviendas más modestas, sin patio interior y con un terreno exterior con edificaciones menores como hórreos (de uno de ellos se conservan los apoyos), establos y corrales, que evolucionaron hasta la Casa Montañesa cántabra.
Entre los restos destacan:
- El foro romano de la ciudad, de pequeñas dimensiones, edificado en lo alto de la loma, cerca y bajo la iglesia románica de Retortillo.
- Casa de los Morillos, del año 80 d. C.
- Casa de los mosaicos, con llamativos pavimentos blancos y negros, termas y un hipocaustum.
- Tabernae; un edificio tipo insulae con aterrazamiento del terreno para poder albergar almacenes y comercios.

El museo Domus Romana abre sus puertas en el año 2003 en el sitio de Julióbriga. Hasta entonces, los restos eran trasladados al Museo Arqueológico de Santander.

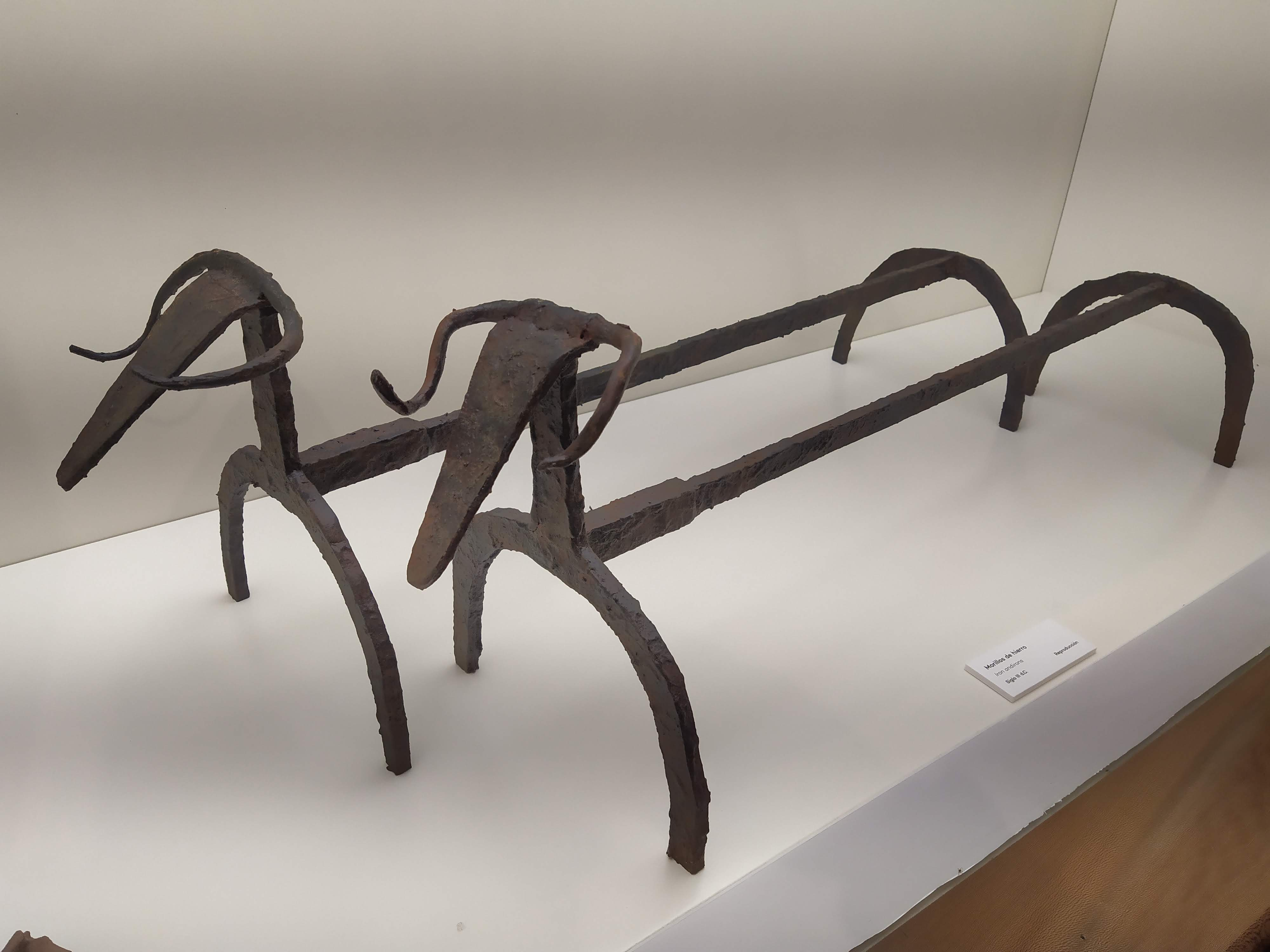
Reproducción de los morillos hallados en la Casa de los Morillos.
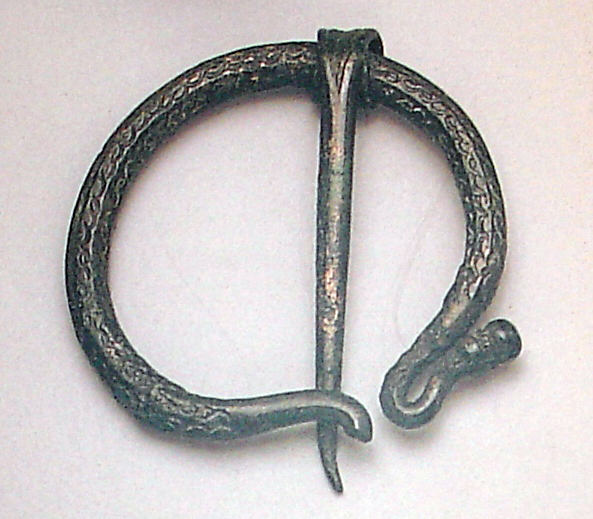
Fíbula romana en forma de omega encontrada en el yacimiento.
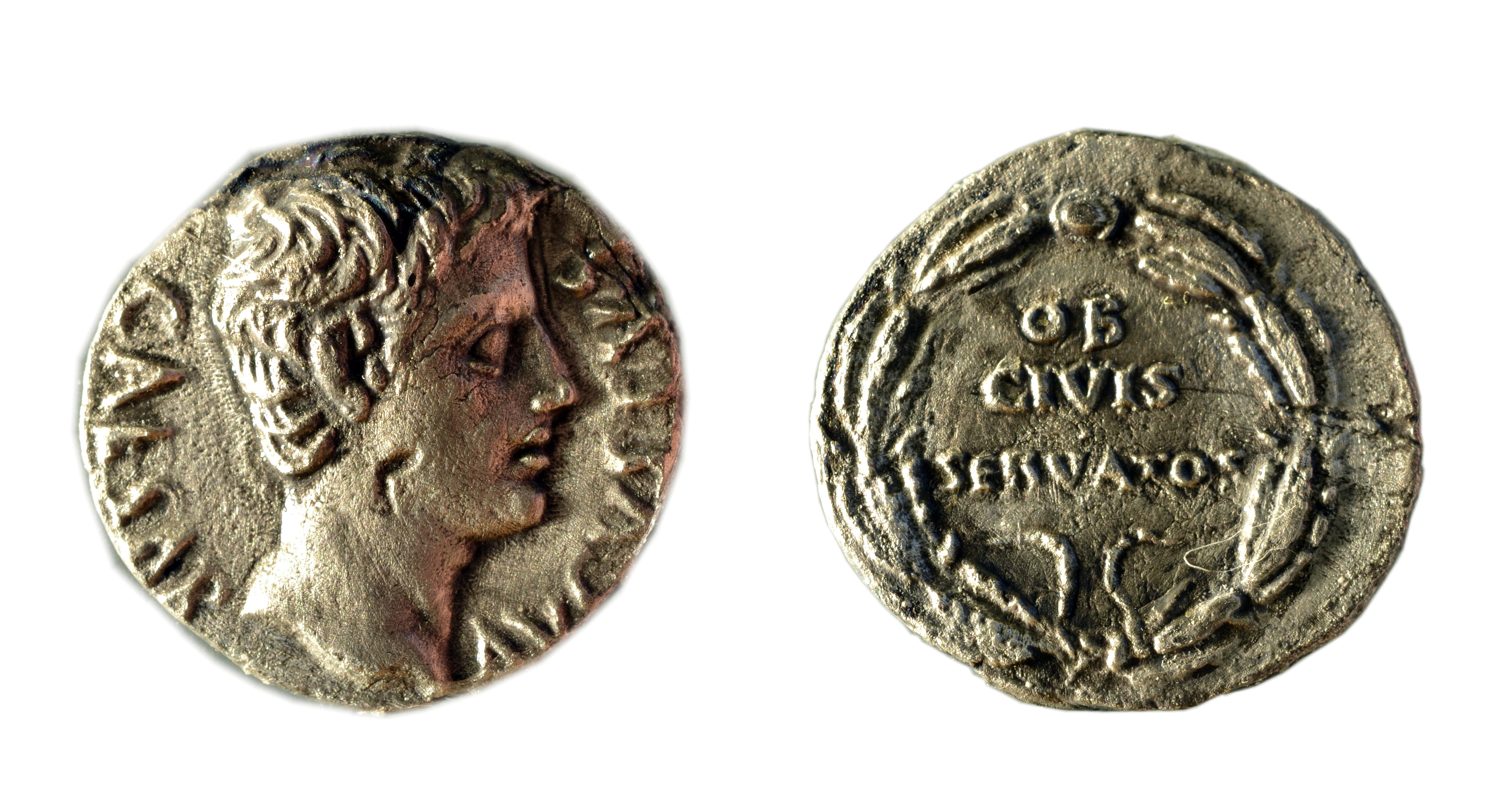
Denario de Augusto hallado en el yacimiento.

Panorámica del foro en 2024